# Smitty
Smitty (br: Um Pestinha na Fazenda) é um filme de drama familiar americano de 2012 dirigido por David Mickey Evans e estrelado por Brandon Tyler Russell, Mira Sorvino, Peter Fonda e Louis Gossett Jr.

## Sinopse
Smitty é um cachorro abandonado e Ben é um jovem problemático que precisa passar as férias na fazenda de seu avô. Não será fácil para Ben se adaptar, mas ele terá a ajuda do avô, do vizinho dele e do cão.

## Elenco
| Ator/Atriz            | Personagem       |
| --------------------- | ---------------- |
| Brandon Tyler Russell | Ben              |
| Peter Fonda           | Jack             |
| Mira Sorvino          | Amanda           |
| Louis Gossett Jr.     | Sr. Smith        |
| Jason London          | Russell          |
| Gabrielle Bui         | Tia              |
| Booboo Stewart        | Peebo            |
| Tory Weisz            | Carl             |
| Lolita Davidovich     | Juíza Greenstein |
| Daisy Hamilton        | Stevie           |
| Makeba Pace           | Yvonne           |

## Produção
As filmagens ocorreram em Iowa.

## Lançamento
O filme estreou no WorldFest-Houston International Film/Video Festival em abril de 2012.

## Recepção
Tracey Moore, da Common Sense Media, premiou o filme com três estrelas de cinco. Nancy Adamson do Midland Reporter-Telegram classificou o filme como C.
Duane Byrge, do The Hollywood Reporter, deu uma crítica positiva ao filme e escreveu: “... mas há um grande público da América Central para este entretenimento sincero.”

## Ligações Externas
- Smitty. no IMDb.